# Ruka Hirano
Ruka Hirano (japanisch 平野 流佳 Hirano Ruka; * 12. März 2002 in Osaka) ist ein japanischer Snowboarder. Er startet in der Disziplin Halfpipe.

## Werdegang
Hirano hatte seinen ersten internationalen Erfolg bei den Snowboard-Juniorenweltmeisterschaften 2018 in Cardrona. Dort gewann er die Silbermedaille. Zu Beginn der Saison 2018/19 startete er in Copper Mountain erstmals im Weltcup und belegte dabei den 15. Platz. Im weiteren Saisonverlauf errang er im Secret Garden Skiresort und in Calgary jeweils den zweiten Platz und erreichte damit den vierten Platz im Freestyle-Weltcup und den zweiten Rang im Halfpipe-Weltcup. Im Januar 2019 holte er bei den Juniorenweltmeisterschaften in Leysin die Goldmedaille. Beim Saisonhöhepunkt, den Snowboard-Weltmeisterschaften 2019 in Park City, kam er auf den 13. Platz. In der Saison 2019/20 errang er beim Weltcup in Copper Mountain, im Secret Garden Skiresort und in Mammoth jeweils den dritten Platz. Zudem holte er in Calgary seinen ersten Weltcupsieg und errang zum Saisonende den vierten Platz im Freestyle-Weltcup und den dritten Platz im Halfpipe-Weltcup. Bei den Olympischen Jugend-Winterspielen 2020 in Lausanne gewann er die Halfpipe-Goldmedaille. In der Saison 2020/21 wurde er in Laax Dritter und holte bei den Winter-X-Games 2021 die Bronzemedaille. Zudem kam er bei den Snowboard-Weltmeisterschaften 2021 auf den 12. Platz. Nach Platz eins beim Weltcup in Copper Mountain und Rang drei in Copper Mountain zu Beginn der Saison 2021/22, wurde er Zweiter beim Weltcup in Mammoth und errang damit den sechsten Platz im Park & Pipe-Weltcup sowie den zweiten Rang im Halfpipe-Weltcup. Beim Saisonhöhepunkt, den Olympischen Winterspielen 2022 in Peking, errang er den 12. Platz. Im März 2022 wurde er japanischer Meister.

## Erfolge

### Olympische Spiele
- 2022 Peking: 12. Platz Halfpipe

### Weltmeisterschaften
- 2019 Park City: 13. Platz Halfpipe
- 2021 Aspen: 12. Platz Halfpipe
- 2023 Bakuriani: 4. Platz Halfpipe
- 2025 Engadin: 2. Platz Halfpipe

### Weltcup

#### Weltcupsiege
| Nr. | Datum             | Ort              | Disziplin |
| --- | ----------------- | ---------------- | --------- |
| 1.  | 15. Februar 2020  | Calgary          | Halfpipe  |
| 2.  | 11. Dezember 2021 | Copper Mountain  | Halfpipe  |
| 3.  | 21. Januar 2023   | Laax             | Halfpipe  |
| 4.  | 4. Februar 2023   | Mammoth Mountain | Halfpipe  |
| 5.  | 10. Februar 2023  | Calgary          | Halfpipe  |
| 6.  | 1. Februar 2025   | Aspen            | Halfpipe  |
| 7.  | 21. Februar 2025  | Calgary          | Halfpipe  |

#### Weltcup-Gesamtplatzierungen
| Saison  | Park & Pipe | Park & Pipe | Halfpipe | Halfpipe |
| Saison  | Punkte      | Platz       | Punkte   | Platz    |
| ------- | ----------- | ----------- | -------- | -------- |
| 2018/19 | 2410        | 4.          | 2410     | 2.       |
| 2019/20 | 2800        | 4.          | 2800     | 3.       |
| 2020/21 | 60          | 23.         | 60       | 9.       |
| 2021/22 | 206         | 6.          | 206      | 2.       |
| 2022/23 | 314         | 3.          | 314      | 1.       |
| 2023/24 | 300         | 3.          | 300      | 1.       |
| 2024/25 | 385         | 2.          | 340      | 1.       |